# Zadorra
Le Zadorra est une rivière en Espagne, affluent de l'Èbre, traversant presque complètement la province d'Alava.
Il a donné lieu à la création des réserves du système du Zadorra (es), une zone spéciale de conservation incluant la réserve du système Ullíbarri-Gamboa (es) et la réserve d'Urrúnaga.

## Géographie
La longueur de son cours d'eau est de 78 km.
Il prend source dans le massif d'Entzia, au col d'Opakua à la source de Los Corrales, près du village de San Millán-Donemiliaga, à l'est de Salvatierra-Agurain. Il se dirige ensuite vers le nord-ouest pour être retenu par le barrage d'Uribarri Ganboa (réservoir d'Ullíbarri-Gamboa (es)) après avoir rassemblé les eaux de la vallée de Barrunda. 

Le confluent se situe entre Zambrana (Alava) et Miranda de Ebro (province de Burgos).

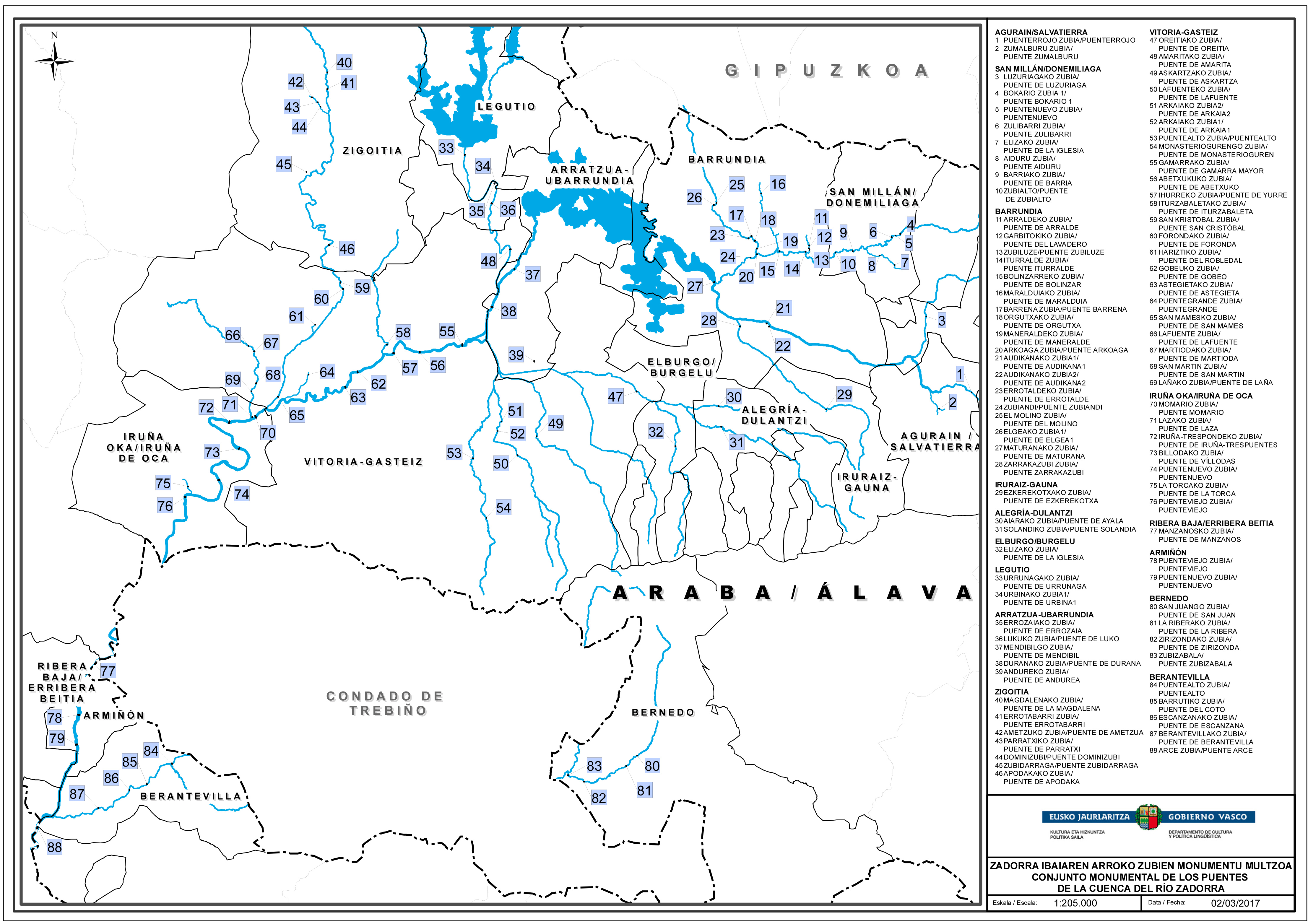
Le bassin du Zadorra

## Affluents
Ses principaux affluents sont les rivières :
- Urkiola ;
- Albina ;
- Alegría ;
- Zalla ;
- l'Urrunaga, avec :
  - le Bostibaieta (es) ;
- l'Ayuda (es).

On peut noter aussi :
- le Santa Engrazia (es) (longueur 27 km) ;
- le Barrundia
- Batan
- Iturzabaleta
- Las Huertas

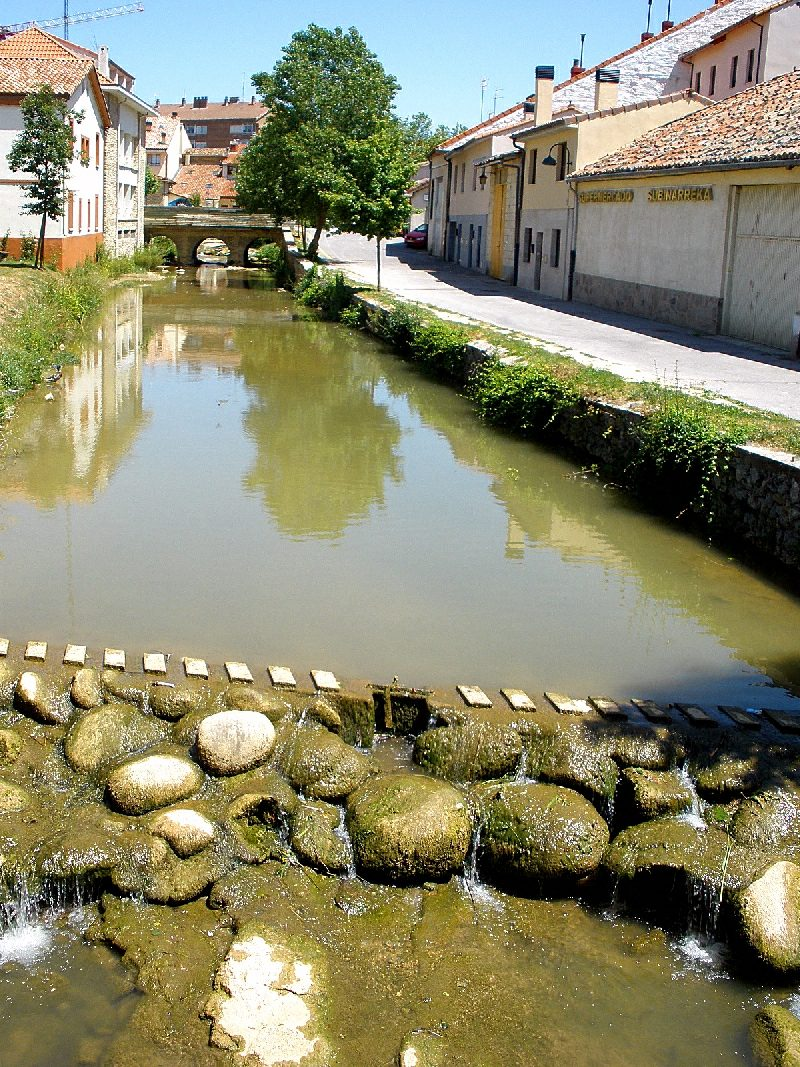
L'Alegria à Alegría-Dulantzi
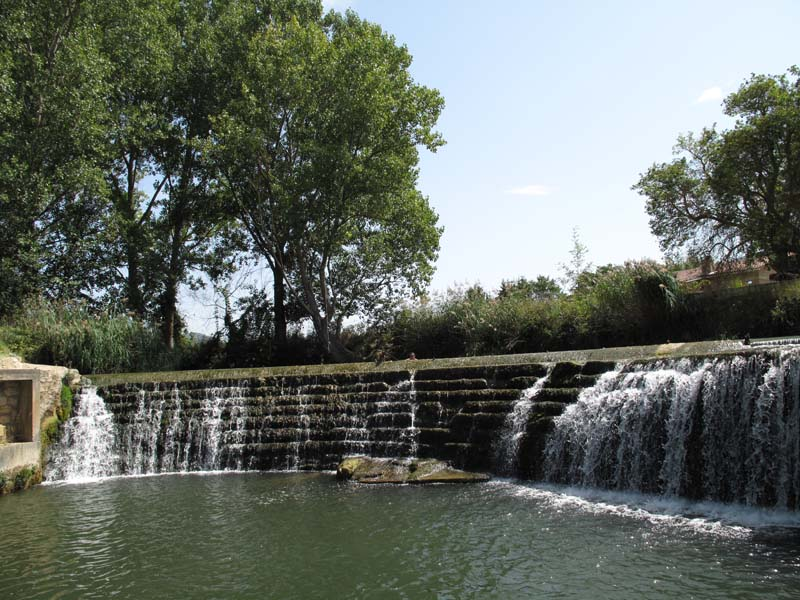
Cascade sur l'Ihuda (eu) / Ayuda (es)

## Ouvrages

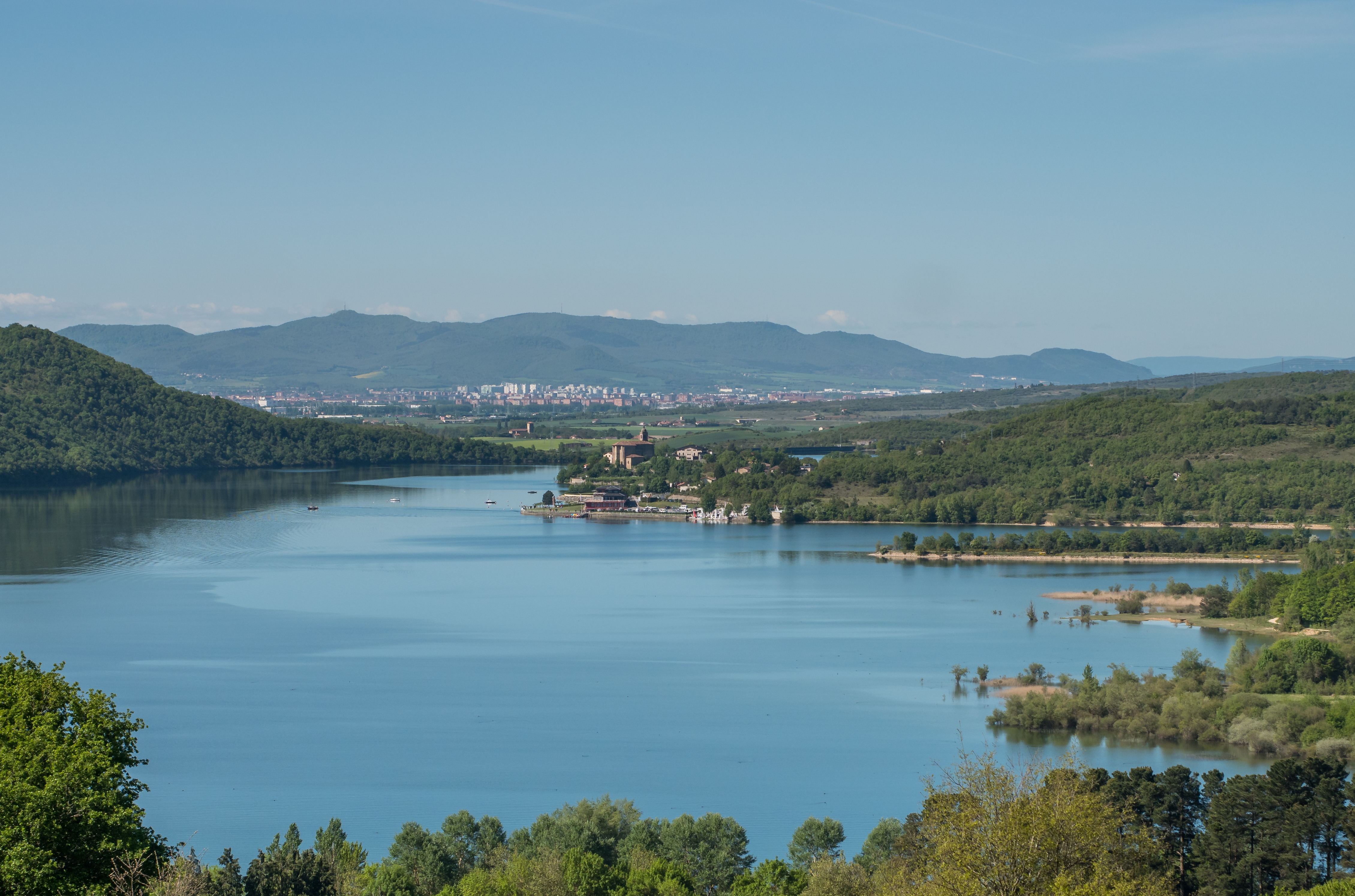
La réserve du système
et le village de Nanclares de Gamboa.

L'ensemble des barrages Ullibarri-Ganboa et d'Urrunaga ont une capacité de stockage de 220 hm³, utilisés essentiellement pour l'approvisionnement en eau de Vitoria-Gasteiz et la plupart des communes du Grand Bilbao.

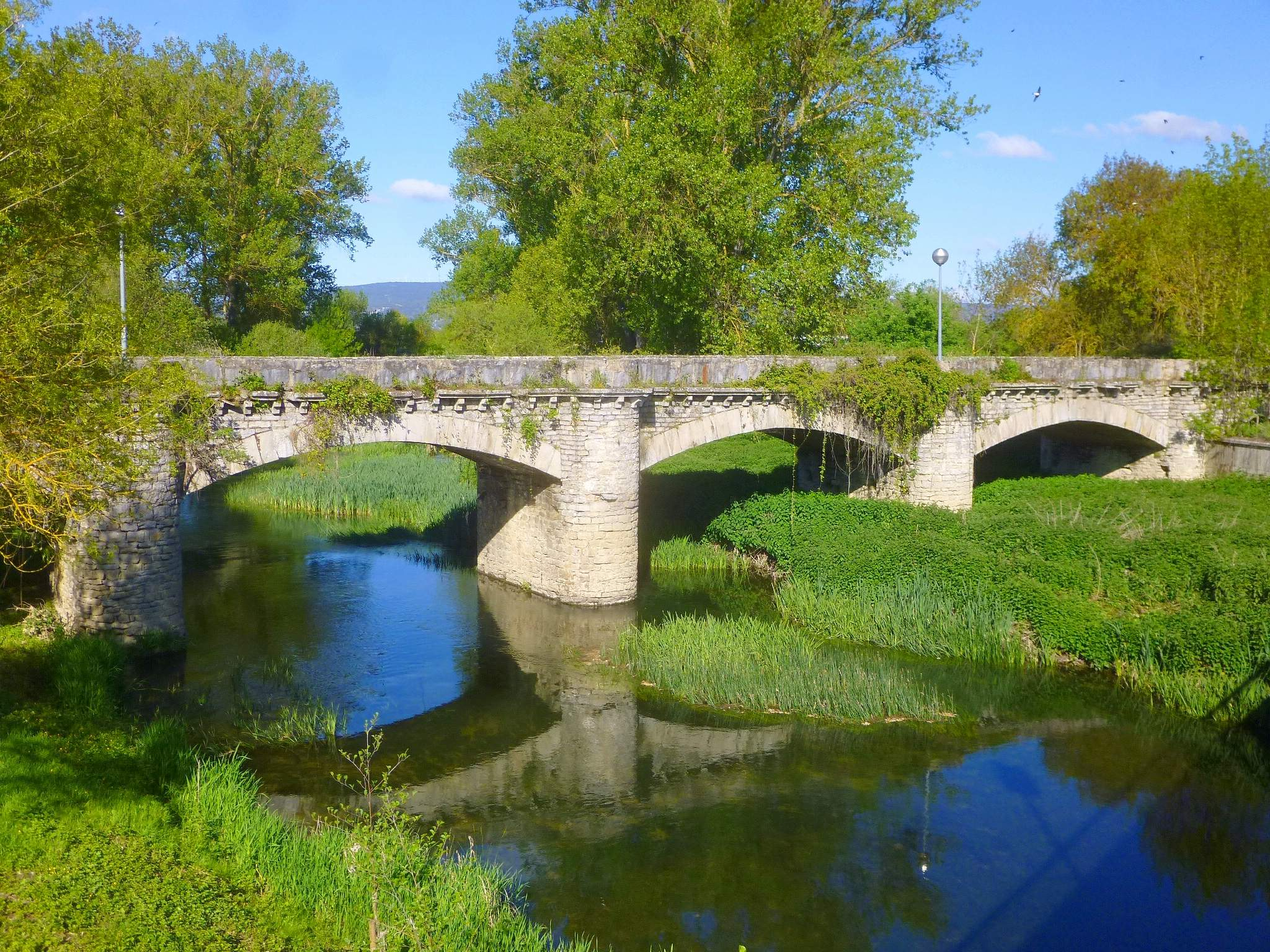
Pont sur le Zadorra à Astegieta, Vitoria-Gasteiz, Álava.
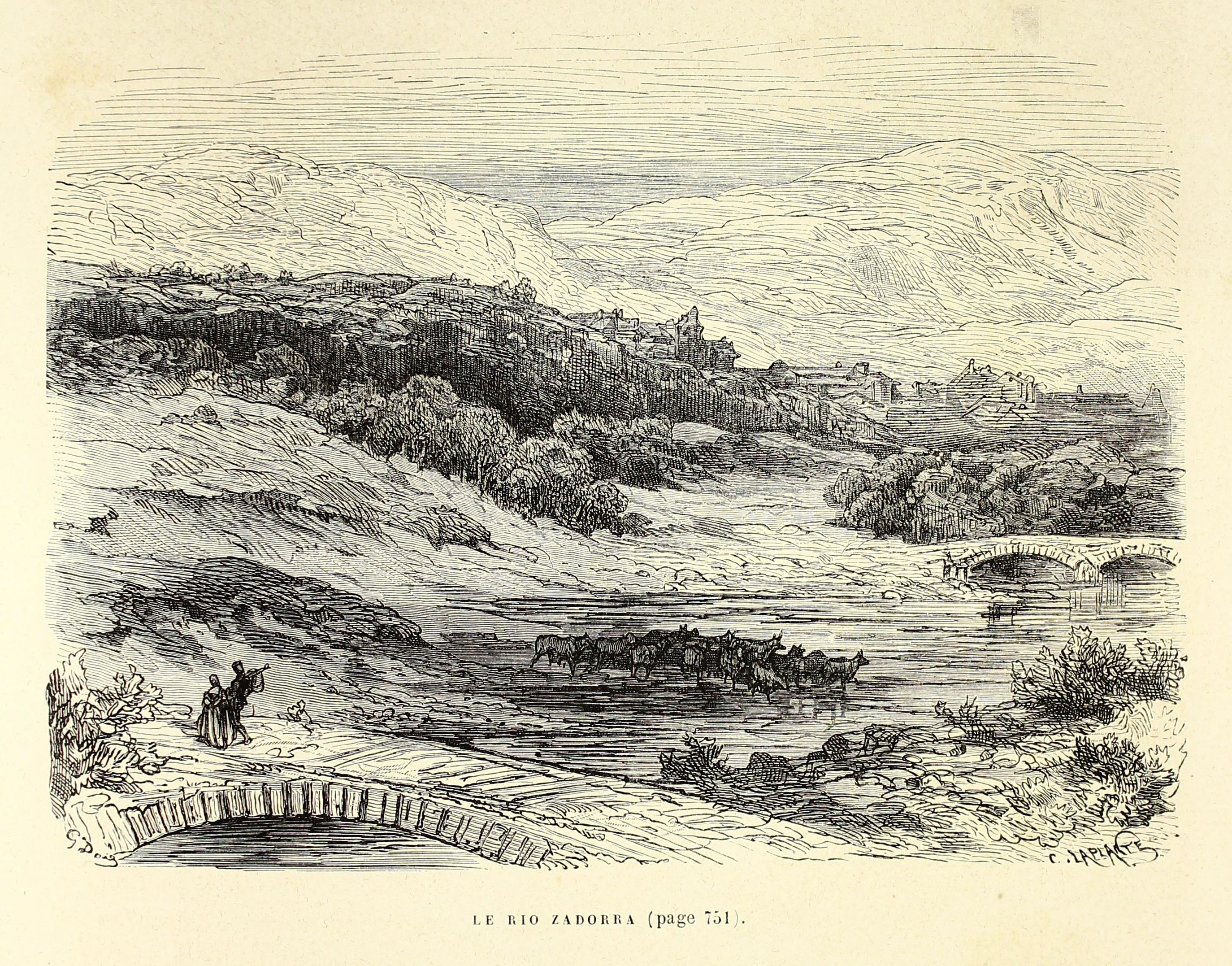
Le Rio Zadorra, de Gustave Doré, ca. 1862.
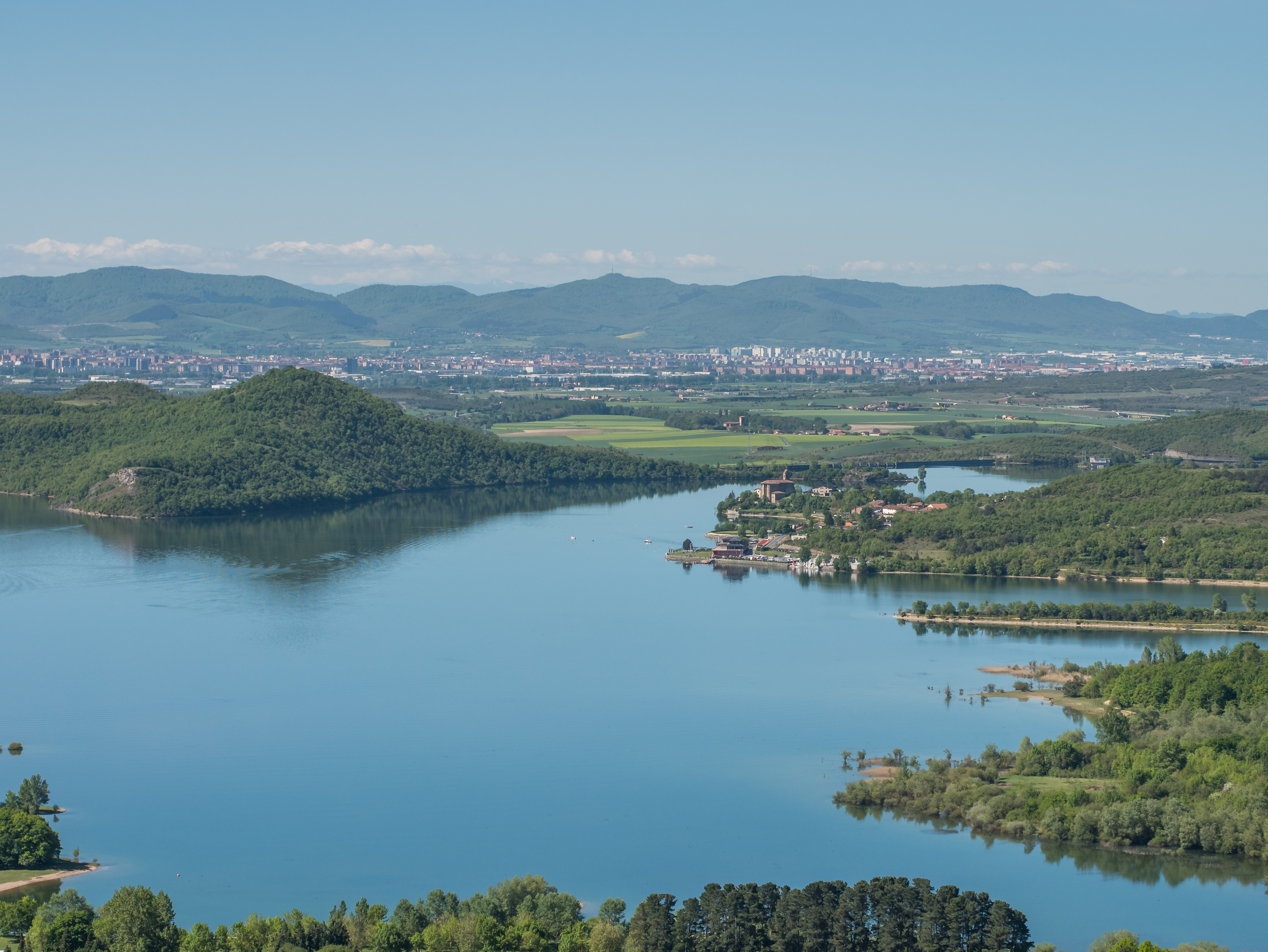
Réservoir d'Ullíbarri-Gamboa (es), vu depuis la sierra d'Elgea. En arrière-plan, la ville de Vitoria-Gasteiz